# Qualea amoena
Qualea amoena är en tvåhjärtbladig växtart som beskrevs av Adolpho Ducke. Qualea amoena ingår i släktet Qualea och familjen Vochysiaceae. Inga underarter finns listade i Catalogue of Life.